# Trachycephalus coriaceus
Trachycephalus coriaceus és una espècie de granota que es troba a Bolívia, el Brasil, l'Equador, Guaiana Francesa, el Perú, Surinam i, possiblement també, Colòmbia.
Està amenaçada d'extinció per la pèrdua del seu hàbitat natural.